# 静岡県道370号由比停車場線

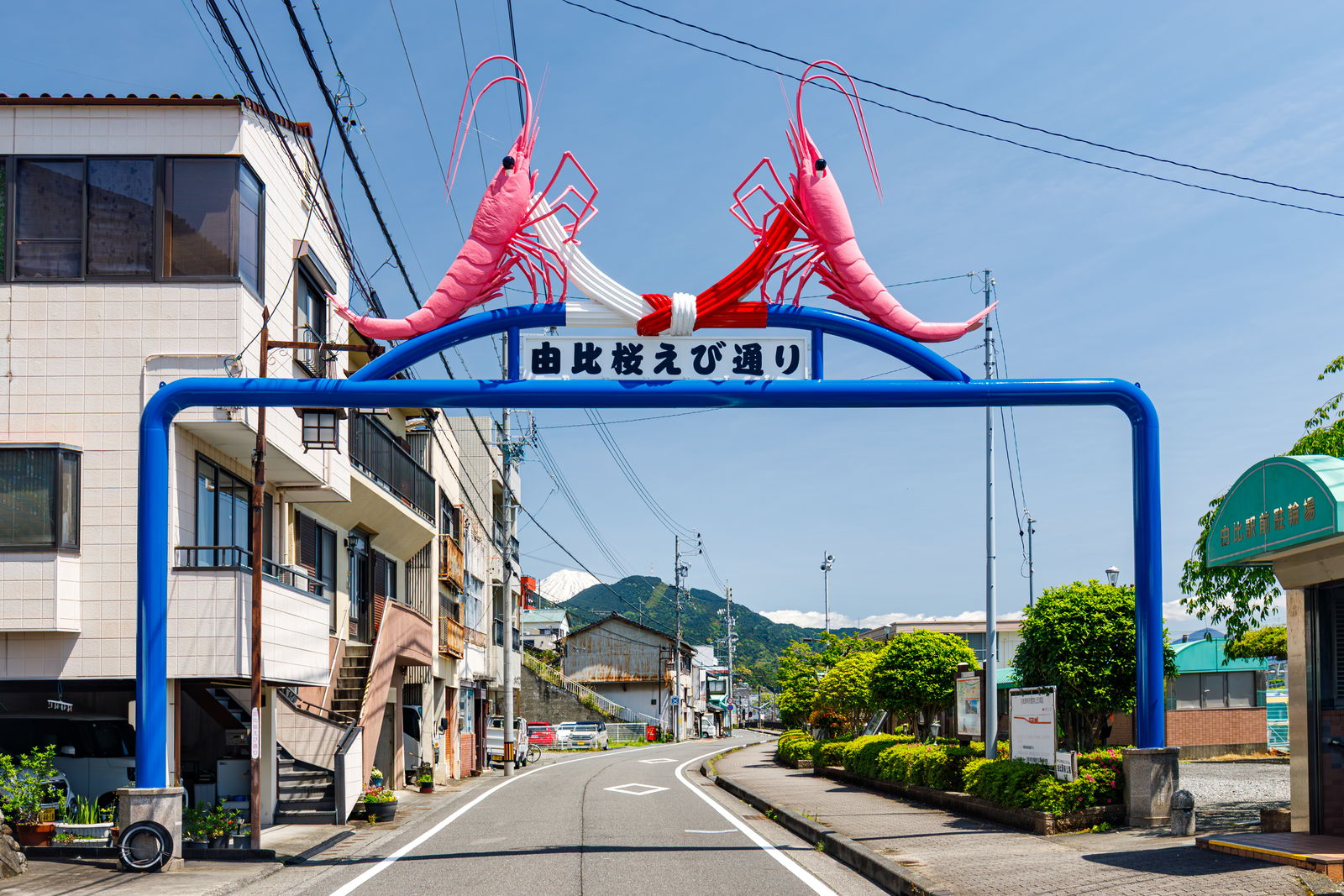
由比駅前の由比桜えび通り（2025年5月）

静岡県道370号由比停車場線（しずおかけんどう370ごう ゆいていしゃじょうせん）は、静岡県静岡市内を通る一般県道である。

## 概要

### 路線データ
- 起点：由比停車場（静岡県静岡市清水区由比）
- 終点：静岡県静岡市清水区由比（静岡県道76号富士富士宮由比線・静岡県道396号富士由比線交点）

## 沿革
- 1974年（昭和49年）9月17日 - 認定[1]

## 地理

### 通過する自治体
- 静岡県静岡市（清水区）

### 接続する道路
- 静岡県道396号富士由比線（東海道）（起点：静岡市清水区由比、由比駅南西）
- 静岡県道76号富士富士宮由比線・静岡県道396号富士由比線（東海道）（終点：入山入口交差点）

### 周辺
- JR東海道本線 由比駅
- 国道1号（富士由比バイパス）
- 東海道広重美術館
- 東海道五十三次 由比宿交流館